# Zarafa (film)
Pour les articles homonymes, voir Zarafa.
Pour plus de détails, voir Fiche technique et Distribution.
Zarafa est un long métrage d'animation franco-belge réalisé par Rémi Bezançon et Jean-Christophe Lie, sorti en 2012. L'intrigue, librement inspirée de l'histoire de la girafe offerte à Charles X par Méhémet Ali en 1826, relate l'amitié entre un jeune garçon africain et une girafe, Zarafa, qu'il accompagne jusqu'à Paris.

## Synopsis
L'histoire de Zarafa, qui se déroule dans les années 1820, est racontée par un griot à un groupe d'enfants dans un village du Soudan.
Maki est un jeune garçon noir d'une dizaine d'années qui vit au Soudan et qui a été capturé par Moreno, un esclavagiste français. Une nuit, il parvient à s'échapper, alors que Soula, une jeune fille enchaînée à ses côtés, n'ose pas prendre ce risque. Au cours de sa fuite, Maki rencontre une jeune girafe et sa mère. Lorsque Moreno le rattrape et le menace de son fusil, la mère girafe s'interpose pour le protéger, mais l'homme la tue. Au moment où Maki va être repris, il est sauvé par un Bédouin, Hassan, qui contraint l'esclavagiste à partir. Hassan dit alors à Maki de rentrer chez lui, capture le girafon et l'emmène. Mais Maki s'est promis de toujours veiller sur la jeune girafe dont la mère l'a sauvé, et il entreprend de suivre Hassan à son insu. Le garçon et le Bédouin finissent par se retrouver autour d'un feu de camp, et seul Maki parvient à nourrir correctement la girafe, que Hassan baptise alors Zarafa (expliquant que ce mot signifie « girafe » en arabe : زرافة). Hassan est déterminé à renvoyer Maki chez lui à la première occasion, mais se découvre peu à peu de l'affection pour le garçon courageux. Chez Mahmoud, un marchand itinérant, Hassan et Maki rencontrent deux vaches jumelles tibétaines, Mounh et Sounh ; Hassan en achète une pour nourrir Zarafa et part au petit matin en laissant Maki, mais le garçon s'enfuit aussitôt avec l'autre vache et le rattrape à nouveau.
Hassan, Maki et les animaux arrivent ensuite à Alexandrie. Hassan est en fait en mission pour le pacha d'Égypte, Méhémet Ali, qui veut offrir une jeune girafe au roi de France, Charles X, afin de le convaincre de s'allier à son pays contre les Turcs qui assiègent Alexandrie. Mais le port étant assiégé, il est impossible de rejoindre Paris par bateau. Hassan persuade le pacha de faire confiance à un de ses vieux amis, l'aéronaute français Malaterre, qui peut faire passer Zarafa au-dessus des bateaux ennemis puis traverser la Méditerranée à bord de son ballon. Encore une fois, Hassan pense laisser Maki derrière lui, mais Malaterre, ému par la détermination du garçon, accepte de le cacher dans le foin qui doit nourrir les vaches, que Hassan emmène aussi à bord pour continuer à nourrir Zarafa. Une fois en vol, le ballon est trop lourd : pour alléger le ballon, les deux vaches sont jetées de l'aéronef et Hassan décide de précipiter aussi le ballot de foin par-dessus bord, sans se douter que Maki y est dissimulé. Par miracle, les deux bêtes et le garçon atterrissent sur le pont d'un navire de pirates grecs dirigé par la capitaine Bouboulina. Celle-ci recueille Maki, qui lui explique qu'un trésor de grande valeur voyage à bord du ballon qui les survole. Bouboulina décide donc de suivre l'aéronef, qui fait ensuite escale à Marseille. Lui aussi arrivé dans le port français pour y vendre ses esclaves, Moreno reconnaît le petit groupe qu'il a déjà croisé à Alexandrie et tente de s'approprier Zarafa de force. Hassan et Malaterre sont sauvés par l'intervention des pirates de Bouboulina, accompagnés de Maki, qui retrouve Zarafa. Bouboulina comprend en quoi consiste le « trésor » de Maki et, s'étant elle aussi prise d'affection pour le garçon, convient qu'il est inestimable et prend congé, tout en proposant à Hassan de venir lui rendre visite en Grèce s'il en a l'occasion. Le petit groupe poursuit son voyage. Lors d'une périlleuse traversée des montagnes où le ballon s'écrase lors d'une tempête de neige, l'une des deux vaches succombe en aidant Maki et Zarafa lors d'une attaque de loups.
Contraints de terminer leur trajet à pied, Hassan, Maki, Malaterre, Zarafa et la vache survivante parviennent finalement à Paris où ils vont trouver le savant Saint-Hilaire au Muséum d'histoire naturelle, comme le pacha l'avait ordonné à Hassan. La girafe est ensuite officiellement présentée à Charles X et sa cour dans une cage du zoo du Jardin des plantes. Lisant le message du pacha que lui remet alors Hassan, le roi, cynique, accepte le cadeau mais refuse d'aider le dirigeant égyptien. À un moment où Hassan laisse Maki seul au zoo près de l'enclos de Zarafa, le jeune garçon est enlevé par Moreno. Le Bédouin, persuadé d'avoir échoué dans sa mission et mortifié de ne pas retrouver Maki, ne trouve pas la force de rentrer à Alexandrie et sombre dans le désespoir puis dans l'alcool. De son côté, Malaterre utilise son ballon comme attraction touristique pour gagner péniblement sa vie. Zarafa provoque une véritable « girafomania » pendant quelque temps, puis le public finit par se lasser quand l'effet de nouveauté se dissipe. Après avoir provisoirement retrouvé Soula dans une cave où Moreno les tient prisonniers, Maki devient domestique chez l'esclavagiste, où il est maltraité, alors que Soula est vendue à une autre famille pour y être exploitée également.
Un jour, une nouvelle attraction du zoo, un hippopotame, est présentée au roi de France. Soula et Maki, qui accompagnent alors leurs maîtres respectifs, se retrouvent et profitent d'un incident pour prendre la fuite, se cachant notamment dans l'éléphant de la Bastille pour échapper au chien de Moreno. Ils parviennent à retrouver Malaterre, puis Hassan, mais celui-ci est devenu alcoolique et ils n'arrivent pas à l'emmener avec eux dans leur projet de fuite en ballon. Maki et Soula se précipitent au zoo pour tenter de libérer Zarafa, mais celle-ci est devenue trop grande pour que Malaterre puisse la faire évader dans son aéronef. Maki doit se résigner à se séparer de la girafe, mais jure de ne jamais l'oublier, alors qu'il entend une voix, celle de Zarafa, qui le convainc de fonder une famille puis un village dans son pays d'origine. Moreno les retrouve alors et les menace de son arme. Hassan, qui a retrouvé ses esprits entre-temps, s'interpose et leur permet de s'échapper, mais l'esclavagiste l'abat d'un coup de feu. Moreno s'accroche au ballon lorsqu'il décolle, mais Soula et Maki lui mordent les doigts pour le contraindre à lâcher prise et il atterrit dans la cage d'un ours blanc.
Maki et Soula rentrent finalement chez eux et fondent un village qui n'est autre que celui où le griot est en train de raconter l'histoire. Alors que les enfants se montrent très émus par le récit de la mort d'Hassan, le vieil homme leur révèle que le Bédouin a finalement survécu à sa blessure, soigné à l'hospice, puis a fini par aller trouver Bouboulina en Grèce. Alors que le soleil se couche, le griot laisse les enfants et s'éloigne du village pour voir au loin un mirage dans lequel apparaissent Zarafa, Hassan, Malaterre et les deux vaches. En fait, le vieil homme n'est autre que Maki lui-même, à présent très âgé.

## Fiche technique
- Titre original : Zarafa
- Réalisation : Rémi Bezançon et Jean-Christophe Lie
- Scénario : Rémi Bezançon et Alexander Abela
- Musique : Laurent Perez del Mar
- Montage : Sophie Reine
- Mixage : Fabien Devillers
- Production : Christophe Jankovic, Valérie Schermann
- Sociétés de production : Pathé, Prima Linea Productions
- Société de distribution : Pathé Distribution
- Budget : 8 520 000 euros[1]
- Pays d'origine :  France et  Belgique
- Langue originale : français (et quelques mots en arabe)
- Durée : 78 minutes
- Format : couleur - 2,35:1 - Dolby SRD
- Dates de sortie :
  - France : 21 janvier 2012 (Festival de L'Alpe-d'Huez), 25 janvier 2012 (Festival Drôle d'endroit pour des rencontres à Bron), 8 février 2012 (sortie nationale)
  - Allemagne : février 2012 (Berlinale)
  - Belgique : 15 février 2012
- Dates de sortie en DVD :
  - France : 13 juin 2012

## Distribution
- Max Renaudin[2] : Maki
- Simon Abkarian : Hassan
- François-Xavier Demaison : Malaterre
- Vernon Dobtcheff : le vieux sage qui raconte l'histoire aux enfants du village (Maki âgé)
- Thierry Frémont : Joseph Moreno
- Ronit Elkabetz : Bouboulina, la femme pirate
- Mostefa Stiti : le pacha Méhémet Ali
- Déborah François : Zarafa adulte
- Mohamed Fellag : Mahmoud
- Roger Dumas : Charles X, roi de France
- Philippe Morier-Genoud : Saint-Hilaire
- Clara Quilichini : Soula

## Production

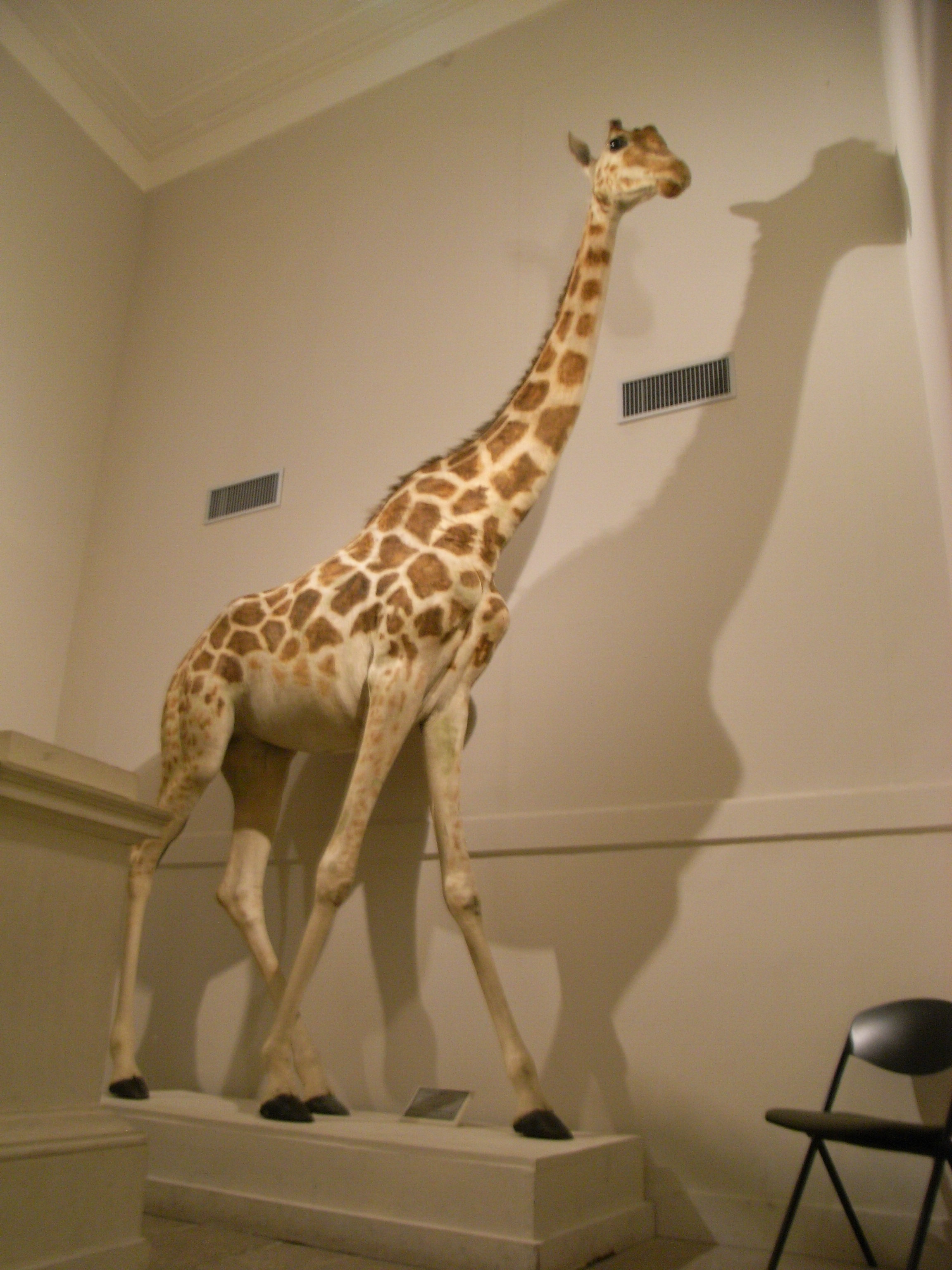
La girafe empaillée au Muséum d'histoire naturelle de La Rochelle en 2009.

Rémi Bezançon réalise le film en collaboration avec, dans un premier temps, Marie Caillou, puis Jean-Christophe Lie. Pour le scénario, Rémi Bezançon s'inspire librement de l'histoire de la girafe offerte à Charles X par Méhémet Ali, sans chercher à correspondre à la vérité historique, mais dans l'idée d'élaborer « une aventure extraordinaire, un peu inspirée de Jules Verne ». Le scénario est écrit par Alexandre Abela et Rémi Bezançon, avec la collaboration de Jean-François Halin et Vanessa Portal. Le budget final du film s'élève à 8,2 millions d'euros.
Zarafa fait partie des films sélectionnés pour la Berlinale 2012.

## Accueil

### Accueil critique
Parmi les critiques favorables, Florence Colombani, dans Le Point, signe une critique très favorable, où elle estime que « joli et divertissant, le film s'adresse avant tout aux moins de dix ans mais satisfera les aspirations pédagogiques des parents », tout en rappelant que les réalisateurs ont « assez transformé » l'histoire vraie de la girafe pour en faire un « conte humaniste et tendre ». Elle apprécie la beauté des graphismes et l'absence d'effets spéciaux tape-à-l'œil, ainsi que la capacité du scénario à aborder des sujets graves sans devenir sentencieux. Dans Le Journal du dimanche, Jean-Pierre Lacomme voit dans Zarafa « une réussite autant scénaristique et visuelle ». Il rapproche le film de Lawrence d'Arabie par ses plans spectaculaires et sa musique orientalisante, et indique que le propos du film, luttant contre le racisme, « s'adresse d’abord aux enfants mais pas seulement ». Dans Première, Christophe Narbonne donne au film trois étoiles sur quatre ; il estime que la part d'exotisme et de pédagogie propre au genre du conte auquel il rattache le film y est ajoutée « sans excès » ; il apprécie particulièrement les graphismes et l'animation, qui « confère une vraie identité visuelle » au film et montre que « la 2D a encore de beaux jours devant elle ». Il rapproche le film de l'univers de Michel Ocelot pour son imagerie africaine, mais aussi de Sylvain Chomet pour l'allure des personnages de Charles X et de sa cour, grâce auquel le film se dote d'une part d'« humour plus adulte » et trouve ainsi un « équilibre (...) entre le conte et la satire ». Caroline Vié, dans 20 minutes, rappelle les libertés prises par les créateurs du film avec la véritable histoire de la girafe, et voit dans le film « une fable animée originale et tendre à déguster en famille ».
Parmi les critiques plus mitigées, celle d'Isabelle Régnier, dans Le Monde, apprécie la beauté des décors et des couleurs, un récit bien mené et une « jolie galaxie de personnages ». Elle regrette cependant que le film témoigne d'une « vision folklorique de l'Afrique (mais aussi du XIXe siècle, du monde en général) » et manque « de substance, de vérité, d'émotion ».

### Box-office
Lors de sa sortie en France le 7 février 2012, Zarafa est exploité sur 477 copies. À Paris, où le film est exploité sur 19 copies, Zarafa rassemble 2 723 entrées le premier jour, ce qui constitue le deuxième meilleur démarrage de la semaine dans la capitale après celui du film d'espionnage La Taupe (2 907 entrées sur 23 copies) et devant la ressortie en 3D relief du blockbuster de science-fiction Star Wars, épisode I : La Menace fantôme (1 000 entrées sur 14 copies). À l'issue de la première semaine, le film rassemble 256 052 entrées. En deuxième semaine, 304 554 entrées supplémentaires permettent de franchir les 500 000 entrées. En troisième semaine, avec 329 595 nouvelles entrées, il en totalise 890 201. Après 219 015 entrées supplémentaires en quatrième semaine, le film dépasse le million d'entrées, totalisant 1 109 216 entrées après le premier mois d'exploitation. Il rassemble encore 107 160 entrées en cinquième semaine.
En Belgique, le film sort le 15 février 2012 et est distribué dans 26 salles.

### Distinctions
- Festival d'Annecy 2012 : sélection officielle, en compétition pour le Cristal du long métrage
- César 2013 : nomination pour le César du meilleur film d'animation
- Annie Awards 2013 : nomination pour la meilleure réalisation d'un film d'animation pour le cinéma

## Anachronismes et polémique
À l'époque du voyage de Zarafa, le Soudan en tant que pays n'existait pas, ce terme étant alors un terme alternatif pour désigner une région plus vaste, la Nigritie, qui englobait le Soudan actuel[réf. nécessaire]. De plus, il n'y avait pas d'esclavagistes européens dans cette partie de l'Afrique, la Traite négrière y étant pratiquée par les Arabes (le commerce triangulaire européen, déjà presque éteint à l'époque, touchait plutôt les côtes occidentales de l'Afrique, et la cargaison ne transitait pas par les ports européens)). De plus, la traite négrière était officiellement interdite par la France depuis 1815. Même si les autorités fermèrent les yeux sur la contrebande d'esclave jusqu'à l'abolition totale, il aurait été peu discret pour un négrier, en 1827, de voyager en métropole avec sa marchandise à la vue de tous. D'autant plus que c'est cette même année que Charles X criminalisera officiellement la traite négrière, en aggravant les sanctions. Enfin, on ne s'étendra pas sur l'absurdité de représenter la pratique d'un esclavage domestique sur le territoire métropolitain lui-même, alors que son interdiction y remonte à l'édit du 3 juillet 1315 promulgué par le roi Louis X. L'esclavage dans les colonies françaises relevait d'un statut dérogatoire accordé par Louis XIII, et la circulation d'esclaves entre colonie et métropole sera toujours très surveillée[réf. nécessaire].
Pour Catherine Vadon, maître de conférence au Muséum national d'histoire naturelle, le film ne correspond pas à la vérité historique, l'animal ayant selon elle été bien traité, tant durant le voyage que durant son séjour au Jardin des plantes, et le Muséum a choisi de répliquer au film à travers une exposition intitulée La Véritable Histoire de Zarafa.
Un autre témoignage historique existe : une huile sur toile, datée de 1831, réalisée par Jacques-Raymond Brascassat et ayant pour nom Le Passage de la girafe à Arnay-le-Duc. Elle est exposée au musée des Beaux-arts de Beaune. L'artiste a probablement peint ce tableau de mémoire ou d'après des croquis au château de Musigny, près d'Arnay-le-Duc.
Dans le film, le cadeau de l'Égypte à la France que constitue Zarafa est une tentative du pacha Ali d'obtenir l'aide de la France dans sa guerre contre les Ottomans. En réalité, la guerre entre l'Égypte et les Ottomans s'est déclarée plusieurs années plus tard. Alexandrie ne fut pas assiégée, les Égyptiens obtenant globalement l'avantage avec un front situé uniquement en Syrie-Palestine. À l'époque, l'idée d'offrir une girafe à Charles X visait à entretenir les relations diplomatiques franco-égyptiennes, et l'Égypte était engagée dans la guerre d'indépendance grecque du côté ottoman. On peut ainsi remarquer ironiquement que Bouboulina, héroïne grecque de l'indépendance, travaillait contre sa propre cause en aidant le voyage de la girafe dans le film.